# 에디 크레이머
에디 크레이머(영어: Eddie Kramer, 1942년 4월 19일 ~ )는 남아프리카 공화국의 음악 프로듀서이자 엔지니어이다. 그는 비틀즈, 데이비드 보위, 에릭 클랩튼, 지미 헨드릭스, 킹크스, 키스, 레드 제플린, 롤링 스톤스, 존 멜렌캠프, 카를로스 산타나를 포함한 몇몇 뮤지션들과 함께 로큰롤 명예의 전당에 올랐다.
그는 특히 헨드릭스와 함께 《Are You Experienced》, 《Axis: Bold as Love》, 《Electric Ladyland》, 《Band of Gypsys》 그리고 《The Cry of Love》, 사후 《Valleys of Neptune》, 《People, Hell and Angels》 그리고 《Miami Pop Festival》 및 헨드릭스의 후계자들이 결성한 단체인 익스피리언스 헨드릭스를 통해 제작한 다른 음반들에 대한 그의 친밀한 이미지들을 전시한 사진작가이기도 하다.

## 어린 시절
크레이머는 1960년대 초 정치적 이유로 남아프리카 공화국에서 런던으로 이주한 인종 차별 정책의 적극적인 반대자인 예술과 음악을 사랑하는 부모 소니와 민나 크레이머 사이에서 케이프타운에서 태어났다. 4살 때 그는 피아노를 공부하기 시작했다. 그 악기는 그의 첫사랑으로 남았지만, 그는 바이올린과 첼로에도 손을 댔다. 그는 남아프리카 음악 대학에서 클래식 피아노를 공부했다. 이 연구들 동안 그는 재즈와 록에 매료되었는데, 그의 아버지가 원망스럽게도 그러했다. 크레이머는 부모님이 런던으로 이주한 지 약 6개월 후인 19세에 런던으로 이사했다. 그곳에서 그는 원시적인 녹음 장비를 갖춘 홈 스튜디오에서 재즈 그룹을 녹음하고, 골동품 가구에 하이파이 장비를 설치하고, 그날의 뛰어난 런던 레코드 가게 체인 소호 레코드 센터를 위한 음반 재생 시스템을 설치했다.

## 협업

### 지미 헨드릭스
《롤링 스톤》은 지미 헨드릭스를 역사상 가장 위대한 기타리스트로 꼽는다. 크레이머는 특히 그의 강한 개성, 강력한 메시지, 그리고 통제된 피드백과 왜곡에 대한 가능성을 포함하여 전기 기타의 소닉 어휘의 확장을 언급한다. 깁슨 레스 폴의 이름을 딴 거장 음악가인 레스 폴의 말에 따르면, "이봐요, 그는 그 모든 것에 열중했어요! 그는 그것을 활짝 열어 놓았다고요."
크레이머는 헨드릭스의 목표가 철저히 사전에 계획된 스튜디오에서 극도로 절제된 모습을 떠올린다. 이것은 어느 정도 결과 지향적인 매니저이자 초기 프로듀서인 채스 챈들러와 함께 일한 결과였고, 그는 헨드릭스를 1966년 9월에 영국으로 데려왔고, 그곳에서 그는 미국으로 돌아가기 전에 그의 명성을 확립했다. 헨드릭스는 성조 스펙트럼을 색상의 팔레트로 상상했고, 종종 색 기반 명령으로 크레이머를 가르쳤다. 예를 들어, "녹색으로 들리도록 하세요"는 반향을 추가함으로써 만족했다.

### 레드 제플린
《Led Zeppelin II》는 크레이머가 레드 제플린을 위해 프로듀싱한 다섯 장의 음반 중 첫 번째 음반이다. 그것은 이틀간의 마라톤 세션에서 혼재되었다. 〈Whole Lotta Love〉 트랙을 작업하던 중, 크레이머는 이전에 녹음된 보컬 트랙의 일부가 계속 흘러나오는 지점에 부딪쳤고, 그 곳에서 로버트 플랜트가 비명을 지르며 연주했다." 본능적으로 크레이머는 지미 페이지가 했던 것처럼 그 구절에 반향을 더했다. 그들은 서로를 힐끗 쳐다보며 웃었다. 페이지는 그때 "그냥 두세요"라고 말했다.

### 키스
1973년 6월, 이전 밴드인 위키드 레스터가 탈퇴한 힘겨운 록 뮤지션 그룹이 일렉트릭 레이디 스튜디오에서 키스와 크레이머로 다섯 곡의 데모곡을 녹음했다. 두 달 만에 그들은 카사블랑카 레코드와 계약을 맺었다. 1975년 말, 키스는 신나는 무대공예로 명성을 얻었지만 음반 판매량은 부진했다. 그들은 크레이머에게 2디스크 라이브 음반 《Alive!》의 과감한 발매를 부탁했다. 그 후 골드, 플래티넘, 멀티 플래티넘에 도달했고, 그룹의 첫 히트 싱글인 〈Rock and Roll All Nite〉를 만들었다. 이것은 이 그룹을 고무시켰을 뿐만 아니라, 아마도 어려움을 겪고 있는 그들의 레이블에 의해 파산 신청을 피할 수 있었을 것이고, 크레이머는 플래티넘에 오른 이 밴드를 위해 다섯 장의 음반을 더 프로듀싱했다.

### 롤링 스톤스
크레이머는 《Between the Buttons》, 《Flowers》 그리고 《Their Satanic Majesties Request》에서 보조 엔지니어로 일했다. 그와 프로듀서 지미 밀러가 트래픽과 함께 한 작업은 롤링 스톤스를 이전 매니저이자 프로듀서였던 앤드류 루그 올덤 없이 녹음된 그들의 첫 번째 음반인 《Beggars Banquet》의 한 쌍을 예약하기 위해 움직였다. 《Beggars Banquet》는 그룹의 R&B 뿌리를 다시 주장했다. 크레이머에 따르면, 밀러는 롤링 스톤스가 그 이후로 누려온 장수를 위해 많은 일을 했다. "그는 그들이 어디에서 왔는지 심장과 영혼을 찾아갔습니다. 그는 밴드의 정신을 환기시키는데 매우 능숙했고, 프로듀싱에도 매우 영리했습니다. 저는 항상 지미를 모델로 삼아 세션을 어떻게 진행시키고 아티스트들이 그들이 연주하고 있는 것에 대해 정말로 흥분하게 만드는 방법에 대해 노력했습니다."